# Jim Clark
Jim Clark (n. 4 martie 1936, Kilmany⁠(d), Fife, Scoția, Regatul Unit – d. 7 aprilie 1968, Circuitul Hockenheimring, Republica Federală Germania, Germania) a fost un pilot de Formula 1, campion mondial în 1963 și 1965.